# Niccolini (famiglia)

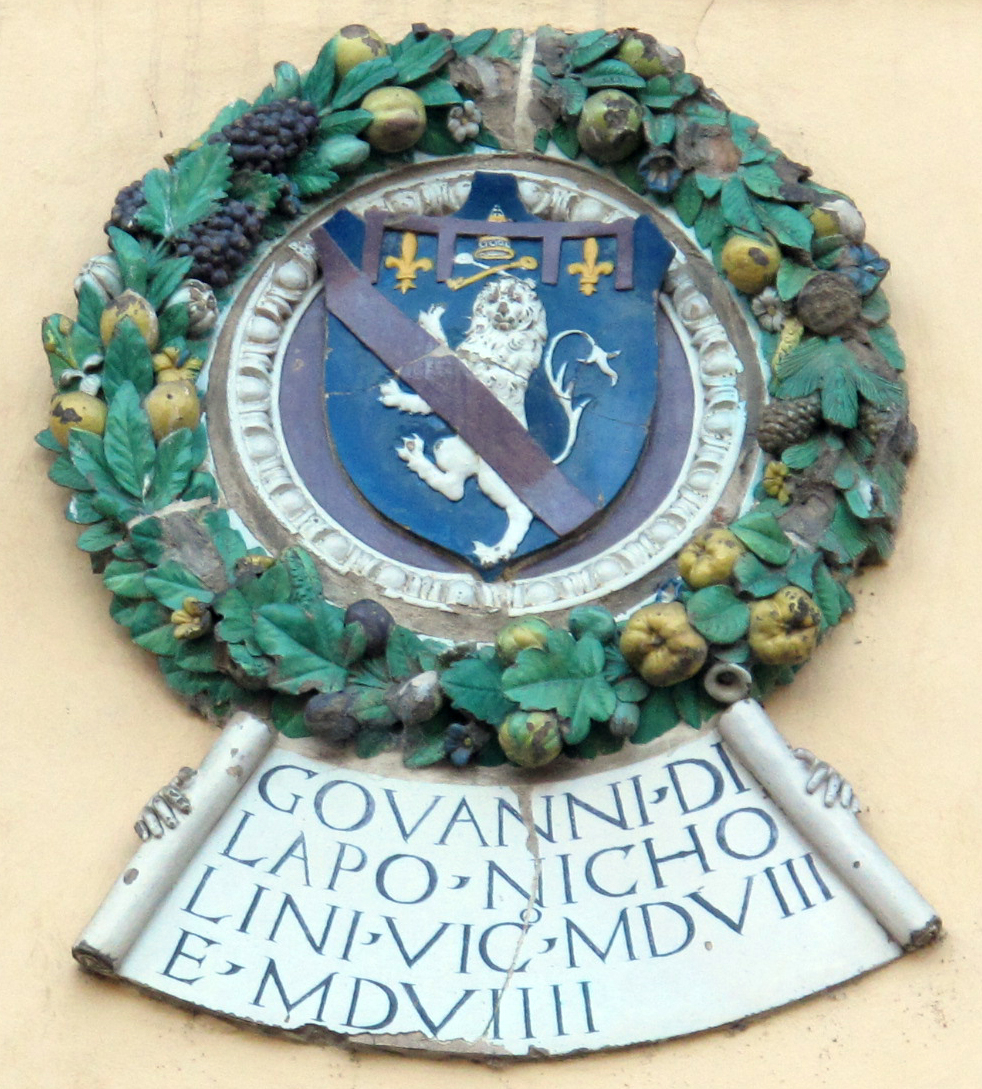
Stemma Niccolini, sul palazzo d'Arnolfo a San Giovanni Valdarno

La famiglia Niccolini è una nobile famiglia originaria di Firenze.

## I Niccolini Sirigatti
Si dice che il nome Sirigatti attribuito ai primi della famiglia Niccolini dipendesse dall'arme con il gatto portata con onore nella battaglia di Benevento del 1266 da Arrigo di Lucchese, il “sire del gatto” vissuto solo nella prima metà del XIII secolo. Comunque siano andate le cose, stabilitasi a Firenze dalle originarie terre di Passignano, la famiglia prese il nome dal nipote di Arrigo, Niccolino di Ruzza, morto durante l'assedio dell'imperatore Arrigo VII a Firenze, nel 1312.
Come per molte delle famiglie fiorentine, i Niccolini consolidarono la propria potenza economica con la lavorazione e il commercio dei tessuti, poi con le attività del cambio. I suoi membri ricoprirono inoltre numerose cariche nei governi della Firenze repubblicana, poi della Firenze ducale e granducale.

## Il Trecento

Stemma della famiglia Niccolini

Il figlio di Niccolino, Lapo (1271-1342) si iscrisse all'Arte della seta e fu il primo della famiglia a essere insignito delle cariche di priore e gonfaloniere di giustizia per il Comune di Firenze. Anche il nipote di Lapo, Giovanni (1356-1429), conseguì le maggiori cariche nel governo della Repubblica e redasse un libro di memorie sulla famiglia dei suoi avi. I suoi numerosi figli dettero seguito ai Niccolini in differenti rami. I discendenti di Biagio furono quelli che corso dell'Ottocento acquisirono cognome, arme, beni e archivio degli Alamanni. Al loro ramo appartenne il noto poeta e scrittore di teatro Giovanbattista (1782-1861) figlio di Ippolito e Settimia Da Filicaia.
La linea di Lorenzo di Lapo si estinse nel 1782, con la morte di Luigi di Girolamo. Delle tre figlie di quest'ultimo, Agata era deceduta a Lisbona, durante il terremoto, Anna Maria aveva sposato il marchese Pompeo Lagarelli di Fano ed Elisabetta si era legata con Ippolito Niccolini.
I discendenti del penultimo dei figli di Lapo, Bernardo, presero le parti della Repubblica fiorentina, ma fu l'ultimo dei figli di Lapo, Otto, a dare vita alla linea da cui derivarono i più illustri rappresentanti della famiglia.

## Il Quattrocento
Otto di Lapo  (1410-1470) si dedicò alla professione legale e fu attivo ambasciatore della Repubblica fiorentina presso i governi di Siena, Ferrara e Roma da Niccolò V che concesse a Otto il titolo di conte palatino, titolo poi confermato da Paolo II. Egli fu alleato di Cosimo il Vecchio dei Medici e contribuì all'ascesa della sua casa al governo di Firenze. Dal 1467, fu ambasciatore residente a Roma poi a Napoli dove morì. Si sposò due volte ed ebbe 15 figli e il primogenito Agnolo dette vita al ramo ancora attivo dei Niccolini.
Agnolo  (1445-1499) proseguì le orme paterne e fu ambasciatore di obbedienza presso Innocenzo VIII. Nel 1489 fu eletto gonfaloniere di giustizia per la Repubblica di Firenze e successivamente si recò in missione a Napoli e a Milano. Uno dei figli di Agnolo, Matteo  (1473-1540), fu noto avvocato, ambasciatore e vicario del Valdarno superiore nel 1511, si giostrò poi nei difficili momenti della Repubblica di Firenze e del ritorno dei Medici. Egli si prodigò per la prima ascesa di Cosimo I dei Medici annullando gli sforzi che i cardinali Salviati, Ridolfi e Gaddi stavano facendo a favore dei fuoriusciti fiorentini, protetti da Paolo III, diventando infine intimo di Cosimo.

## I personaggi del Cinquecento

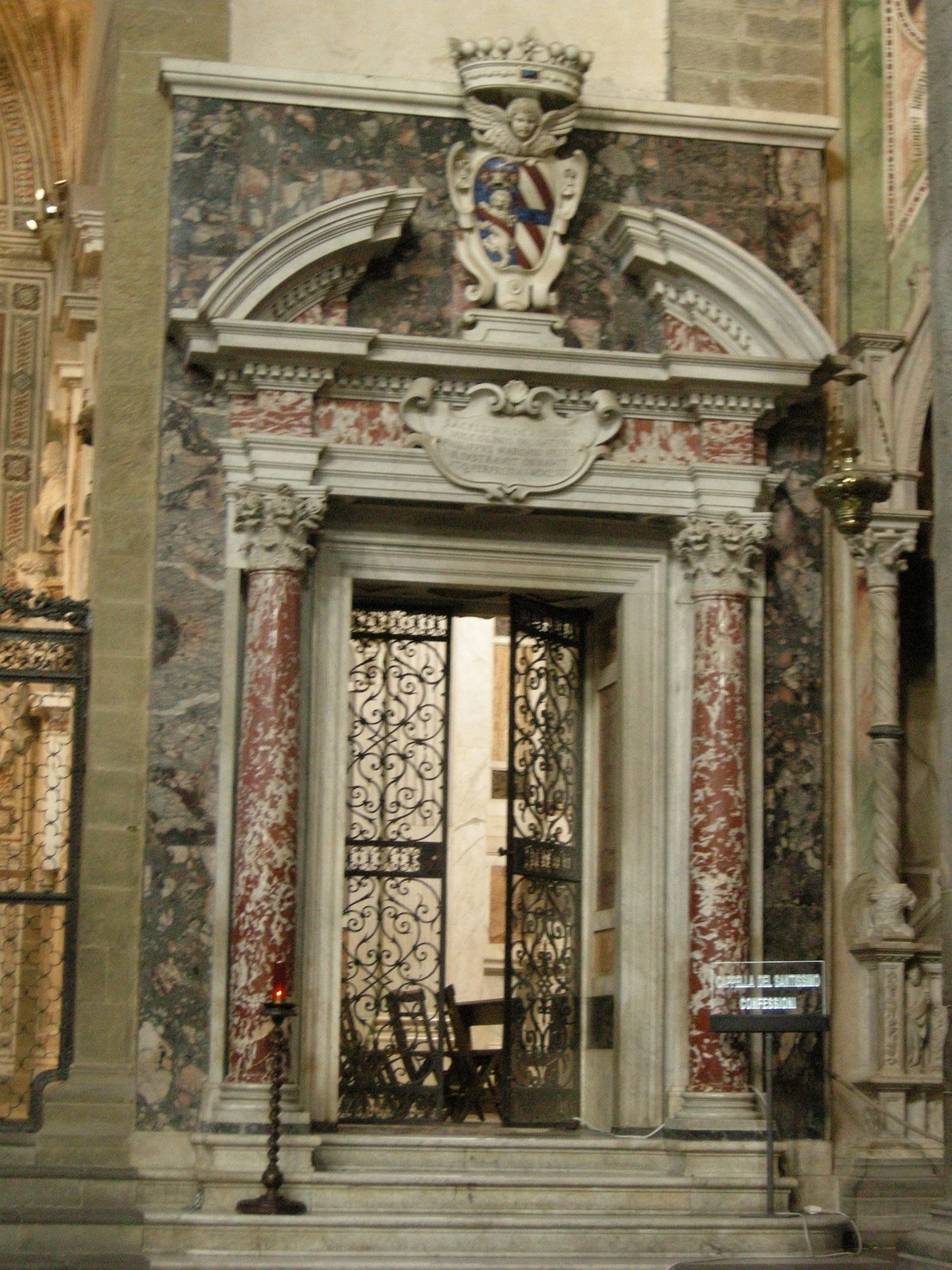
Entrata della cappella Niccolini in Santa Croce

Anche il figlio di Matteo, Agnolo (1502 - 15 agosto 1567), fu gradito a Cosimo I e da lui impiegato in difficili ambascerie internazionali e come consigliere per le questioni relative alla Repubblica di Siena. Fu proprio Agnolo a suggerire al duca di attaccare i francesi e a Siena, dove egli fu mandato subito dopo la conquista ed eletto governatore nel 1557. Il 14 luglio 1564, una volta rimasto vedovo di Alessandra Ugolini, divenne arcivescovo di Pisa, nel 1565 cardinale di S. Callisto.
Giovanni di Agnolo (1544 - 7 luglio 1611) accompagnò Cosimo I dei Medici a Roma per ricevere la corona granducale, fu poi ambasciatore da Francesco I a Mantova e residente a Roma dal 1588 al 1610. Il suo operato fu determinante per riconciliare Enrico IV alla Chiesa cattolica. Fu lui ad acquisire alla famiglia di origine i beni del Casentino e il palazzo dei Ciani da Montauto in via dei Servi a Firenze nel 1576 ; iniziò inoltre la costruzione della Cappella Niccolini nella chiesa di Santa Croce. Dalla moglie Caterina Salviati ebbe più figli fra cui Francesco e Filippo.

## I personaggi del Seicento
Francesco di Giovanni (29 settembre 1584 - 25 luglio 1650), destinato alla carriera ecclesiastica, seguì il padre a Roma finché questi fu in vita, poi rientrò a Firenze e si sposò (1618) con Caterina Riccardi (1598 - 13 maggio 1676). Nel 1621 fu eletto ministro residente a Roma (fino al 1644) dove ebbe ad affrontare nodi diplomatici assai difficili come la successione del duca di Urbino e il processo a Galileo Galilei. Nel 1643 fu investito del marchesato di Campiglia.
Il fratello Filippo (1586-1666), ambasciatore, aio del principe Giovan Carlo dei Medici dal 1622, ne fu poi maestro di camera. Dal 1625 gli fu concesso il marchesato di Montegiovi, mutato nel '37 con il titolo equivalente di Ponsacco e Camugliano, dove acquisì e ingrandì la Villa di Camugliano. Edificò inoltre la cappella di famiglia nella chiesa del Convento della Verna e terminò quella iniziata dal padre nella chiesa di Santa Croce. Al momento di designare un erede per il suo ramo che non ne aveva di diretti, chiamò Lorenzo di Matteo Niccolini, della linea di Piero di Matteo, fratello del cardinale Agnolo e capostipite della linea tuttora vivente.

## La linea di Piero di Matteo

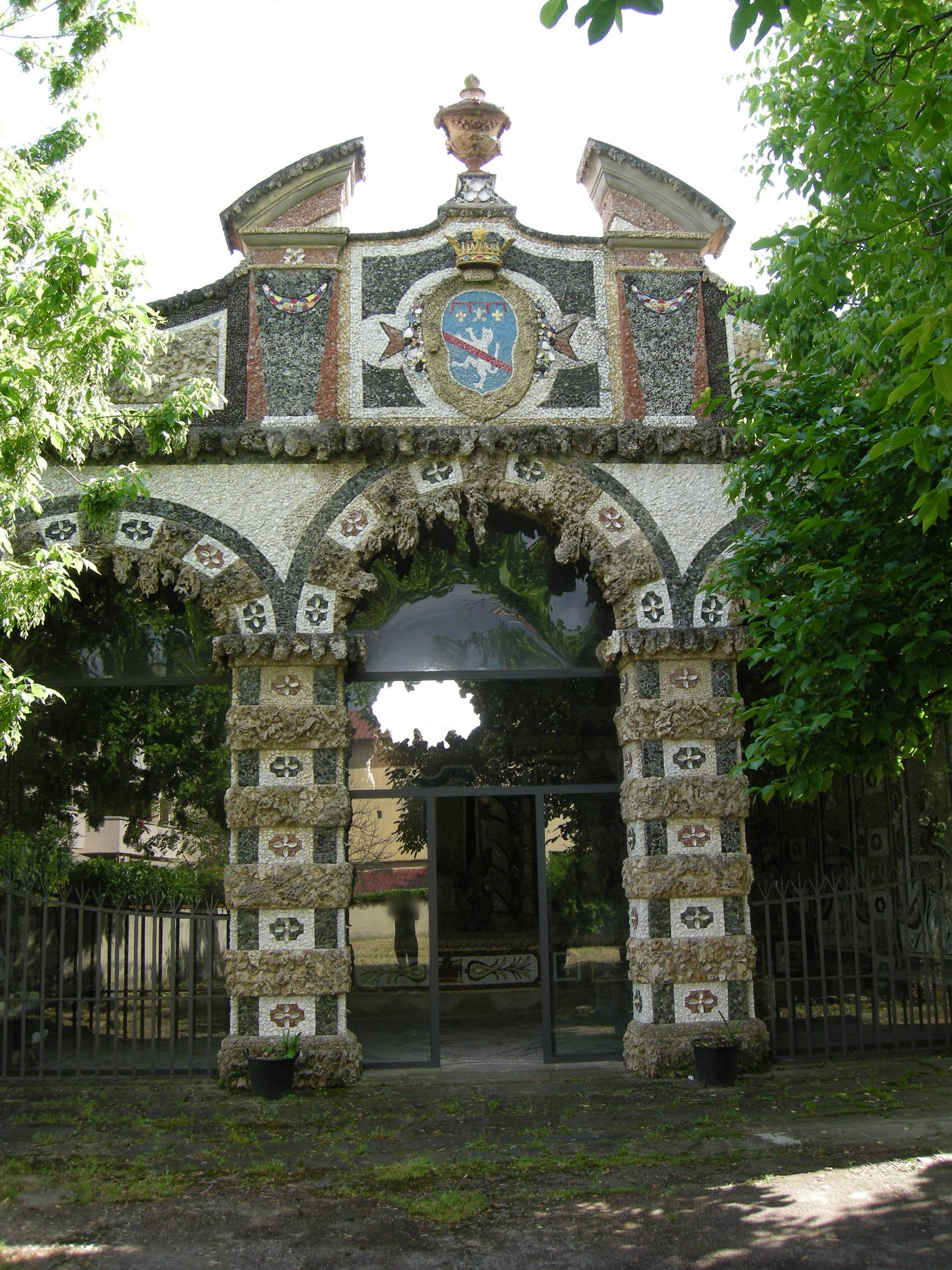
La Grotta del Bandino, situata nel giardino della Villa del Bandino nel borgo del Bandino a Firenze sud (Gavinana)

Piero di Matteo (1507-1570) era stato commissario di Prato nel 1548 e di Pistoia nel 1567, mentre il figlio Lorenzo (1541-1607) aveva studiato legge e praticato l'avvocatura. Il suo primogenito Piero (1572-1651) era stato vicario generale dell'arcivescovo Marzi Medici di cui aveva poi ereditato la carica nel 1632. Il fratello di Piero, Simone (1577-1662) fu celebre avvocato, ma fu il più giovane Matteo (1594-1663) a proseguire la linea.
Il figlio di Matteo, Francesco, espletò una brillante carriera ecclesiastica nella curia romana e presso i governi di Ascoli Piceno e di Camerino, fu poi nunzio di Portogallo e a Parigi, dove morì nel 1692. Il fratello Piero usufruì dell'eredità di Francesco di Luigi Calderini assumendone il nome e morì nel 1716. Infine, Lorenzo (1632-1715), erede del cugino Filippo nel 1666, fu II marchese di Ponsacco e Camugliano e sposando Contessa, figlia di Paolo Del Bufalo e dell'ultima Bandini dei marchesi di Antrodoco, ne incamerò parte dei beni.

## I personaggi del Settecento
Filippo di Lorenzo (1655-1738) fu III marchese di Ponsacco e Camugliano, coppiere del gran principe Ferdinando, nel 1686 fu eletto primo gentiluomo di camera ed ebbe in dono la Commenda fondata nell'Ordine di S. Stefano dei Valgarini di Fermo.
Dei figli di Filippo, Giovanluca (1689-1742), IV marchese di Ponsacco e Camugliano, abbracciò lo stato ecclesiastico, come Antonio (1701-1769) che non aderì ad alcun ordine ma fu uomo di vasta cultura e di molteplici interessi, in relazione con i maggiori pensatori e filosofi italiani ed europei. Giuseppe (1698-1735) sposò Virginia di Bartolomeo Corsini dalla quale ebbe Filippo (+ 1759) che lasciò per poco tempo il titolo del marchesato al fratello Bartolomeo (+1760), abate di San Zeno a Pisa. L'altro fratello Lorenzo (1735-1795), VII marchese, partecipò al finanziamento del rifacimento della chiesa del Carmine di Firenze, distrutta da un incendio. Dalla moglie Giulia di Vincenzo Riccardi ebbe Pietro Leopoldo e Giuseppe (1761-1811), VIII marchese, che in breve vide la rovina economica della sua casa. I Niccolini furono costretti a vendere le loro ricchissime collezioni artistiche, comprendenti la famosa Madonna Niccolini di Raffaello, e a disfarsi del palazzo di via dei Servi, loro sede a Firenze.

## L'Ottocento
Fu il figlio di Giuseppe, Lorenzo (1797-1868), IX marchese, a ristabilire l'economia della casa e ad acquistare la nuova sede fiorentina, il palazzo dei Bourbon del Monte in via dei Fossi. Dalla moglie Caterina Price ebbe Carlo, X marchese, e Maddalena, poi moglie di Ferdinando Guicciardini.

## Lo stemma

Lo stemma dei Niccolini, variante con il gatto.

L'arme dei Niccolini è un leone con la testa in maestà (cioè di fronte anziché di profilo) d’argento in campo azzurro attraversato da una banda di rosso. In origine i Niccolini si chiamavano Sirigatti e lo stemma rappresentava un gatto al posto del leone con un cartiglio fra le zampe con il motto “SEMPER”. Nel 1452 aggiunsero il capo di angiò (tre gigli d’oro sotto un lambello di rosso) e nel 1463, per concessione di Pio II, sostituirono il giglio centrale con la tiara e le chiavi incrociate. Lo stemma finale è dunque “d’argento al leone guardante (ovvero leopardo illeonito) d’argento con il capo d’Angiò avente al posto del giglio centrale una tiara sormontante due chiavi, una d’oro, l’altra d’argento in decusse, legate di rosso; il tutto alla banda di rosso attraversante”.
Talvolta lo stemma viene rappresentato col gatto al posto del leone.

## Marchesi di Ponsacco e Camugliano

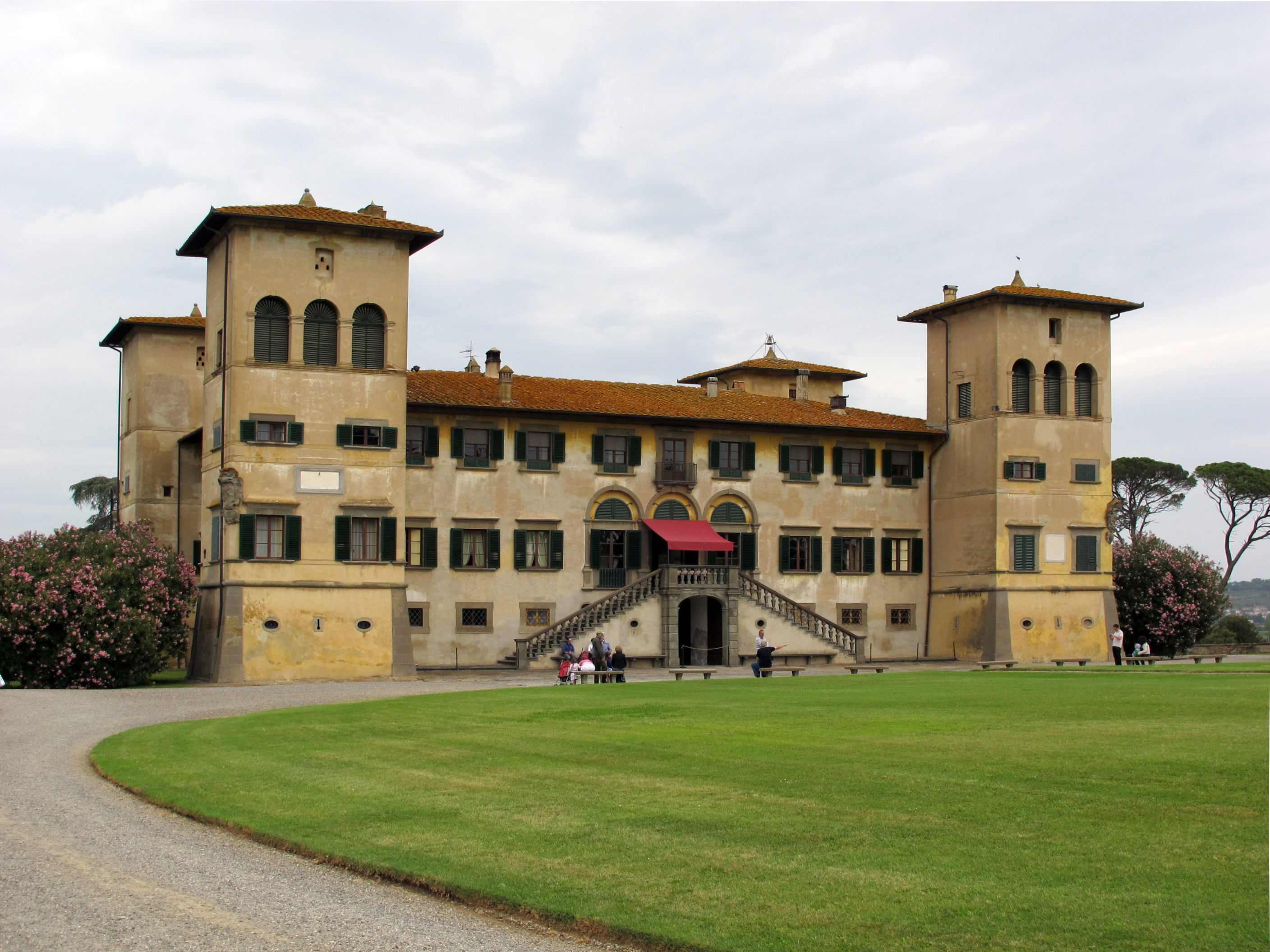
La villa Niccolini di Camugliano

- Filippo di Giovanni di Agnolo Niccolini (1586-1666) I marchese dal 1637
- Lorenzo di Matteo di Piero Niccolini (1632-1715) II marchese dal 1666
- Filippo di Lorenzo di Matteo Niccolini (1655-1738) III marchese dal 1715
- Giovanluca di Filippo di Lorenzo Niccolini (1689-1742) IV marchese dal 1738
- Filippo di Giuseppe di Filippo Niccolini (+ 1759) V marchese dal 1742
- Bartolomeo di Giuseppe di Filippo Niccolini (+ 1760) VI marchese dal 1759
- Lorenzo di Giuseppe di Filippo Niccolini (1735-1795) VII marchese dal 1760
- Giuseppe di Lorenzo di Giuseppe Niccolini (1761-1811) VIII marchese dal 1795
- Lorenzo di Giuseppe di Lorenzo Niccolini (1797-1868) IX marchese dal 1811
- Carlo di Lorenzo di Giuseppe Niccolini (1844-1912) X marchese dal 1868
- Eugenio di Lorenzo di Giuseppe Niccolini (1853-1939) XI marchese dal 1912
- Lorenzo di Eugenio di Lorenzo Niccolini (1844-1956) XII marchese dal 1939
- Lorenzo di Lapo di Lorenzo Niccolini (1952-) XIII marchese